# Combretum pisoniiflorum
Combretum pisoniiflorum är en tvåhjärtbladig växtart som först beskrevs av Johann Friedrich Klotzsch, och fick sitt nu gällande namn av Adolf Engler. Combretum pisoniiflorum ingår i släktet Combretum och familjen Combretaceae. Inga underarter finns listade i Catalogue of Life.